# Meriania nobilis
El amarrabollos o flor de cera (Meriania nobilis) es una especie de árbol endémica de los Andes de Colombia, que crece entre 1 900 y 2 900 m s.n.m..

## Descripción
Alcanza 15 m de altura. Tronco hasta de 30 cm de diámetro. Presenta ramas cuadrangulares y pecíolos de color rojizo. Sus hojas miden 20 a 30 cm de longitud por 12 cm de ancho, simples opuestas, lámina oblongo elíptica, de textura coriácea, de color verde oscuro lustroso por encima y púrpura por el envés, borde dentado y ápice agudo. Inflorescencias terminales en panículas, con flores muy vistosas, con cáliz púrpura, cinco pétalos oblongos espatulados, de textura gruesa y suave, color violeta, intenso y lustroso en la cara posterior, de 7 a 8 cm de largo. Los estambres de color magenta tienen anteras amarillas. Frutos en cápsula color marrón a púrpura al madurar.

## Usos
Ornamental por el atractivo de las flores, porte y follaje. Melífera, las flores  son visitadas por abejas que recogen su polen.